# Economia ecologica

Le risorse naturali fluiscono attraverso l'economia e finiscono come rifiuti e inquinamento

L'economia ecologica è una disciplina inter- e trans- disciplinare che studia il rapporto tra sistemi socioeconomici e ambiente a partire dalla natura materiale del processo economico e accettando la complessità delle relazioni all'interno e tra i sistemi da cui consegue l'incertezza radicale evidenziata dalla Scienza post-normale. 
Quando, nel 1989, naque la società scientifica internazionale per l'economia ecologica (ISEE) questo aspetti venivano largamente sottovalutati dalla tradizionale economia dell'ambiente, più incentrata sulla valutazione monetaria di beni (o mali) ambientali non di mercato, quali un parco naturale o l'inquinamento.  Riconoscere gli aspetti materiali del processo economico, come hanno fatto dalla metà degli anni '60 del novecento i due economisti Nicholas Georgescu-Roegen (che ha chiamato il filone di ricerca da lui inaugurato bioeconomia), Kenneth Boulding e Herman Daly, conduce a una visione scettica della posizioni più convenzionali in tema di crescita economica esponenziale e di valutazione monetaria per il calcolo dell'ottimalità. L'economia ecologica, inoltre, pone grande attenzione all'analisi dei temi di giustizia ambientale.

## La visione dell'economia ecologica
Come ben evidenziato in due articoli molto citati di Inge Ropke (2004, 2005) che tracciano lo sviluppo dell'economia ecologica e le differenze rispetto all'economia dell'ambiente, il legame con l'ecologia nasce proprio dalla premessa metodologica di riconoscere la materialità del processo economico e del suo carattere di sistema aperto. Come l'ecologia si occupa dei flussi di materia e energia tra esseri viventi e tra essi e il loro habitat, anche la teoria economica deve includere nell'analisi i flussi di materia e di energia e vedere i sistemi socioeconomici anche nel loro metabolismo, ovvero studiarne il cosiddetto material throughput. Questo non implica abbandonare l'analisi economica dei flussi monetari, bensì impone una visione integrata in cui l'economia è vista come un sottosistema aperto dell'ecosistema globale.
Inoltre - riconoscendo il valore di supporto alla vita degli ecosistemi, e non soltanto fornitori di risorse o servizi - l'economia ecologica mira a integrare il lavoro degli ecologi con quello degli economisti in modo che si possano studiare le dinamiche tra ecosistemi e società al fine di migliorare il benessere delle persone. Poiché l'economia è un sottosistema anche della società, la interdisciplinarietà non può limitarsi soltanto a economisti ed ecologi, ma deve estendersi anche a molte altre discipline quali la psicologia sociale.
Una critica importante degli economisti ecologici all'attuale economia normativa riguarda l'approccio alle risorse naturali. Essi sostengono che l'economia convenzionale (inclusa l'economia dell'ambiente), sottostima l'importanza del capitale naturale, considerandolo un fattore di produzione fungibile con il lavoro e la tecnologia ("capitale umano"). Dal punto di vista dell'economia ecologica il "capitale" naturale è poco intercambiabile con quello umano, manifestando piuttosto una relazione di complementarietà,  e in ogni caso da mantenere al di sopra di soglie critiche.

## Oggetto di studio
I principali temi trattati dall'economia ecologica riguardano: la crescita, l'economia post-crescita e la decrescita economica, i servizi ecosistemici; l'impronta ecologica delle attività economiche sull'ecosistema planetario; la ricerca di specifici strumenti di politica economica ("tasse verdi" come la carbon tax, incentivi e disincentivi capaci di indirizzare l'economia verso attività a più bassa entropia, ecc.). Per ulteriori approfondimenti si rimanda alla voce Ecological Economics di Wikipedia in Inglese e ai diversi i manuali pubblicati in passato all'estero e ora anche in Italia
1. ↑   Anastasios Xepapadeas, Ecological economics, in The New Palgrave Dictionary of Economics 2nd Edition, Palgrave MacMillan, 2008.
2. ↑  Farley, J., & Luzzati, T. (2023). In memoriam: Herman Daly (1938–2022). Ecological Economics, 205, 107688.
3. ↑  Martinez-Alier, J. (2002). The Environmentalism of the poor: a study of ecological conflicts and valuation. In The Environmentalism of the Poor. Edward Elgar Publishing.
4. ↑   I Røpke, The early history of modern ecological economics Ecological Economics 50(3-4) 293-314. Røpke, I. (2005) Trends in the development of ecological economics from the late 1980s to the early 2000s, in Ecological Economics, vol. 55, n. 2, 2004,  pp. 262–290, Bibcode:2005EcoEc..55..262R, DOI:10.1016/j.ecolecon.2004.10.010.
5. ↑  Costanza, R., & Daly, H. E. (1992). Natural capital and sustainable development. Conservation biology, 6(1), 37-46.
6. ↑  Tim Jackson, Prosperità senza crescita. Economia per il pianeta reale, prefazione di Gianfranco Bologna L'economia ecologica, traduzione di Michelle Nebiolo. ISBN 978 88 96238 87 5
7. ↑  Tommaso Luzzati, Jordi Roca Jusmet, Joan Martinez-Alier, 2025, Manuale di economia ecologica e politiche ambientali, FrancoAngeli

## Padri dell'economia ecologica
- Nicholas Georgescu-Roegen;
- Karl William Kapp;
- Kenneth Boulding;

## Economisti ecologici contemporanei
- Tim Jackson
- Herman Daly;
- Simone D'alessandro
- Robert Costanza;
- Jacques Grinevald;
- Joan Martinez Alier;
- Mercedes Bresso;
- Mauro Bonaiuti;
- Pasquale Marcello Falcone
- Tommaso Luzzati;
- Giorgio Nebbia;
- Enzo Tiezzi;
- Frederick Soddy

## Istituti
- Società Internazionale per l'Economia Ecologica (ISEE)

## Riviste accademiche
- Ecological Economics